# Sirakowo (obwód Wraca)
Sirakowo (bułg. Сираково) – wieś w Bułgarii, w obwodzie Wraca, w gminie Borowan. Według danych szacunkowych Ujednoliconego Systemu Ewidencji Ludności oraz Usług Administracyjnych dla Ludności, 15 września 2023 roku miejscowość liczyła 227 mieszkańców.